# Ruta de Illinois 164
La Ruta de Illinois 164, y abreviada IL 164 (en inglés: Illinois Route 164) es una carretera estatal estadounidense ubicada en el estado de Illinois. La carretera inicia en el oeste desde la  US 34     en Gladstone hacia el este en la  US 34  IL 41   en Galesburg. La carretera tiene una longitud de 57,5 km (35.70 mi).

## Mantenimiento
Al igual que las autopistas interestatales, y las rutas federales y el resto de carreteras estatales, la Ruta de Illinois 164 es administrada y mantenida por el Departamento de Transporte de Illinois por sus siglas en inglés IDOT.

## Cruces
La Ruta de Illinois 164 es atravesada principalmente por la .